# 南昌方言詞典

南昌方言詞典的封面

《南昌方言詞典》是第一部記錄贛語南昌方言的詞典，由熊正輝編纂，江蘇教育出版社出版，是由李榮主編的《現代漢語方言大詞典》的分卷本（分地方言詞典）中的一冊。該書采用南昌市區老派發音為主，條目解釋采用分類舉例的方式，條目順序按南昌話的聲韻表的順序排列。

## 全書目錄
- 引論

1. 一 南昌
2. 二 南昌方言的內部差別
3. 三 南昌方言的聲韻調
4. 四 南昌方言单字音表
5. 五 南昌方言四特點
6. 六 詞典凡例
7. 七 詞典中例句常用字注釋
8. 八 南昌方言音節表

- 詞典正文
- 南昌方言義類索引
- 南昌方言條目首字筆畫索引